# Ihnotakson
Ihnotakson (skovanka iz grške predpone ἴχνος (ihnos) – »sled« in besede takson) je izumrl takson, opisan samo po fosiliziranih sledovih aktivnosti organizma in ne ostankih telesa kot običajno. Njegovo ime se torej nanaša na morfološko razločno fosilno sled. Podobno kot v sistemu znanstvene klasifikacije živih bitij je takemu taksonu dodeljen rang vrste ali rodu, višje taksonomske kategorije pa se praviloma ne uporabljajo. Govorimo torej o ihnovrstah in ihnorodovih.
Klasifikacija tovrstnih ostankov sledi druačnim načelom kot klasifikacija ostankov samih organizmov: njihova oblika je običajno precej manj značilna kot oblika telesa, kar pomeni mnogo večjo mero negotovosti. V preteklosti so denimo nekatere fosilne sledove živali opisali kot fosilne alge. Jasno je tudi, da lahko isti organizem ustvari več kot en ihnotakson in da je lahko en ihnotakson sled več kot enega organizma.
Zato je sistem ločen od formalne znanstvene klasifikacije živih bitij po Mednarodnem kodeksu zoološke nomenklature. Za opis ihnotaksona ni zahteve po tipskem primerku, zato se lahko opredelitev spreminja z vključitvijo novih primerkov. Možna je tudi situacija, ko je organizem hkrati opisan kot običajen takson po fosiliziranih ostankih telesa, njegova sled pa kot ihnotakson, če ni znana povezava.